# Linschoten (water)
De Linschoten, ook wel Korte Linschoten genoemd, is een water dat vanuit het dorp Linschoten naar de Oude Rijn in Woerden loopt. Halverwege, net voor de kruising met de A12, loopt het langs het Linschoterbos, waar ook de Lange Linschoten naar Oudewater loopt. Het laatste rechte stuk bij Woerden heet tegenwoordig Jaap Bijzerwetering.

## Geschiedenis
De Korte Linschoten ontstond als veenriviertje, dat vanuit het moerassige veengebied rond Linschoten overtollig water afvoerde naar de Oude Rijn bij Woerden.
Rond 1617 werd de Montfoortse Vaart gegraven, en aangesloten op de Korte Linschoten, waarmee een verbinding met de Hollandse IJssel werd gemaakt.
In 2024 werd langs het riviertje een middeleeuws zwaard gevonden, het zwaard van Linschoten.
- Virtual International Authority File: 242720544